# Олянівка (Берестинський район)
Оля́нівка — село в Україні, у Берестинському районі Харківської області. Населення становить 168 осіб. до 2020 орган місцевого самоврядування — Новомажарівська сільська рада.

## Географія
Село Олянівка розташоване на річці Можарка, яка через 8 км впадає в річку Оріль. На річці зроблені великі загати і штучні ставки. На відстані 3 км розташоване село Дудівка, за 4 км — село Котівка, за 5 км село Нове Мажарове. Неподалік від села розташовані ентомологічні заказники: Шевченків Яр і Улянівський.

## Історія
- 1775 — дата заснування.
- За радянських часів і до 2016 року село носило назву Улянівка[1].

## Населення
Згідно з переписом УРСР 1989 року чисельність наявного населення села становила 173 особи, з яких 71 чоловік та 102 жінки.
За переписом населення України 2001 року в селі мешкало 168 осіб.

### Мова
Розподіл населення за рідною мовою за даними перепису 2001 року:
| Мова       | Відсоток |
| ---------- | -------- |
| українська | 96,43 %  |
| російська  | 2,98 %   |
| польська   | 0,60 %   |

## Економіка
- Молочно-товарна і свино-товарна ферми.
- Рибне господарство.

## Об'єкти соціальної сфери
- Дитячий садочок.